# Georgios Zoitakis
Georgios Zoitakis (2 de janeiro de 1910 – 21 de outubro de 1996) foi um político grego. Ocupou o cargo de Presidente da Grécia de 13 de dezembro de 1967 até 21 de março de 1972.

## Biografia
Georgios Zoitakis nasceu em Lepanto. Ele se formou na Academia Militar Helênica em 1932 e lutou na Guerra Greco-Italiana e na Batalha da Grécia em um batalhão evzone com a patente de tenente. Durante a ocupação da Grécia pelas potências do Eixo, ele se juntou aos guerrilheiros do EDES em sua Etólia-Acarnânia nativa. Durante o conflito civil entre o EDES e o esquerdista EAM-ELAS no final de 1943, seu pai Konstantinos foi morto por combatentes do ELAS. No outono de 1944, ele também foi capturado pelo ELAS e mantido prisioneiro até o Tratado de Varkiza na primavera de 1945. Ele então se juntou novamente ao Exército e lutou na Guerra Civil Grega, subindo para a patente de major. Por seu serviço militar, ele recebeu três vezes, entre outros prêmios, a maior medalha de bravura da Grécia, a Cruz de Ouro do Valor, uma honra extremamente rara.
Na década de 1950, ele frequentou cursos de oficiais de estado-maior na Escola Superior de Guerra e na Escola de Defesa Nacional na Grécia, paralelamente aos seminários militares da OTAN na Alemanha Ocidental e nos Estados Unidos. Durante esse período, ele serviu como ajudante do Rei Paulo, então Chefe do Estado-Maior do Primeiro Exército como Brigadeiro, CO do I Corpo do Exército como Major-General e do III Corpo do Exército em Tessalônica, então a mais importante formação militar grega, como tenente-general. Em 21 de abril de 1967, o dia do golpe dos coronéis, ele estava em Atenas. Como a maioria da liderança militar sênior, ele foi pego de surpresa pelos eventos, mas rapidamente se moveu para apoiar o golpe. No mesmo dia, ele foi colocado como Vice-Ministro da Defesa Nacional no novo governo.
Após o fracasso do contragolpe do Rei Constantino II em 13 de dezembro de 1967 e a subsequente fuga da família real para a Itália, Zoitakis foi empossado como Regente do Rei ausente. Ele ocupou este posto até 21 de março de 1972, quando foi substituído pelo principal líder da junta, o primeiro-ministro Geórgios Papadópulos. Ao mesmo tempo, ele foi aposentado do Exército com a patente de general pleno. Em 1 de junho de 1973, Papadópulos aboliu a monarquia e se declarou Presidente de uma nova república.
Após o retorno da Grécia à democracia, em 1975, Zoitakis, junto com os outros líderes da junta, foi julgado e condenado à prisão perpétua por alta traição. Ele permaneceu na prisão por 13 anos até 1988, quando foi solto, devido à deterioração da saúde. Um pedido de perdão foi rejeitado em 1991, e ele permaneceu confinado em sua residência em Atenas até sua morte em 1996.
Ele era casado com Sofia Vouranzeri e tinha uma filha, Vasiliki.
Ele está enterrado no Primeiro Cemitério de Atenas.